# Поэт (фильм)
«Поэ́т» — советский художественный фильм режиссёра Бориса Барнета, снятый на киностудии «Мосфильм» в 1956 году по сценарию Валентина Катаева.

## Сюжет
В портовом городе во время Гражданской войны устраиваются поэтические вечера, на которых блистают два местных поэта-лирика: Тарасов (Сергей Дворецкий) и Орловский (Всеволод Ларионов). Позже Орловский станет участником белого движения, а Тарасов окажется на стороне красных.

50-е гг. — период в барнетовском творчестве провальный: усталость от постоянного давления официальных нормативов начинает острее ощущаться тогда, когда давление это несколько снижается. Поэтому ни очередная колхозная комедия «Ляна» (1955), снятая по возвращении в Москву на студии им. Горького, ни фильм о Гражданской войне «Поэт» (1956), посвящённый 40-летию Октябрьской революции, ни мелодрама о судьбе женщины во время войны «Аннушка» (1958), поставленные уже на «Мосфильме», интереса не представляют.— Кино России: Режиссёрская энциклопедия / Автор-сост. Л. Рошаль. — Т. 1: А — М. — М.: НИИ киноискусства, 2010.

## В ролях
| Актёр                   | Роль                                  |
| ----------------------- | ------------------------------------- |
| Николай Крючков         | матрос Царёв                          |
| Изольда Извицкая        | Ольга Данилова                        |
| Сергей Дворецкий        | поэт Николай Тарасов                  |
| Зоя Фёдорова            | Тарасова                              |
| Иосиф Колин             | аптекарь Гуральник                    |
| Ольга Викландт          | Соня Гуральник                        |
| Пётр Алейников          | солдат Стёпа                          |
| Всеволод Ларионов       | поэт Орловский                        |
| Георгий Георгиу         | отец Орловского                       |
| Иван Коваль-Самборский  | полковник Андрей Васильевич Селиванов |
| Вера Алтайская          | машинистка                            |
| Пётр Березов            | художник-кубист                       |
| Валентин Гафт           | Андрэ                                 |
| Татьяна Гурецкая        | большевичка                           |
| Рина Зелёная            | поэтесса                              |
| Ирина Шаляпина-Бакшеева | соседка Тарасовых Майя Генриховна     |
| Григорий Шпигель        | французский лейтенант                 |
| Эммануил Геллер         | культработник                         |
| Николай Новлянский      | художник                              |
| Георгий Вицин           | антрепренёр                           |
| Евгений Моргунов        | зритель                               |
| Александр Лебедев       | зритель                               |
| Виктор Селезнёв         | зритель                               |
| Валентина Телегина      | санитарка тётя Дуся                   |
| Нина Дорошина           | эпизод                                |

## Внешние медиафайлы
- «Поэт». Полная версия фильма. Фильмы. © Киноконцерн «Мосфильм», 2016 (1956). Дата обращения: 18 июня 2017. Архивировано 25 июня 2017 года.